# پای جفتمونه (ترانه کیتی پری)
«پای جفتمونه» ترانه‌ای از هنرمند اهل ایالات متحده آمریکا کیتی پری است. این ترانه در آلبوم منشور (آلبوم کیتی پری) قرار داشت.